# Капетанакис, Димитриос
Димитриос Капетанакис (греч. Δημήτριος Καπετανάκης, 1912, Смирна — 1944, Лондон) — новогреческий поэт, критик, переводчик, философ.

## Биографические сведения
Димитриос Капетанакис родился в Смирне в семье врача Апостолоса Капетанакиса. После греко-турецкого обмена населением вместе с семьей переехал в Афины, где учился на юридическом факультете Афинского университета.
Впоследствии продолжил обучение в Гейдельбергском университете (1934—1936) у профессора Карла Ясперса. Там же получил докторскую степень с диссертацией на тему «Любовь и время» (нем. Liebe und Zeit). Во время пребывания в Гейдельберге сблизился с литературными и философскими кругами.
После возвращения в Афины продолжил своё сотрудничество с журналом «Архив философии», а с 1934 года работал с «Теорией науки Цацос — Канеллопулос — Теодоракопулос». Эти журналы опубликовали известные работы Капетанакиса. В период 1936—1938 годов работал профессором философии в клубе «Аскрайос» (греч. Ασκραίος). Был также членом литературного кружка Иоанниса Сикутриса.
Остаток жизни провел в Лондоне. Там он стал известным в интеллектуальных кругах, публиковал критические статьи, исследования и стихи на английском языке. Во время Второй мировой войны он работал в пресс-службе посольства Греции. Умер от лейкемии в 1944 году.